# 泉州公交旅游2路
泉州公交旅游2路是中华人民共和国泉州市境内的一条公共交通线路，原名2路，全程17公里。起讫点为院前公交站至福厦铁路泉州站，运营时间为院前公交站：6:15-21:30；福厦铁路泉州站：7:15-22:35

## 历史
- 1991年10月1日，泉州市公共交通公司（公交集团前身）开通2路公共小巴。初期运营时间不详，初期运行区间为新车站-西郊新村。初期票价¥1.0/人。初期使用车辆为7部建康牌无空调汽油小巴[1]
- 1997年，2路更换为10部牡丹MD6600型无空调柴油小巴
- 1998年6月6日，2路开通夜班服务。末班发车时间延长至21:30[2][3][4]
- 2000年10月1日，2路更换为10部亚星JS6770H型无空调柴油城市客车，成为泉州公交首条使用后置发动机车型的线路。[5]
- 2001年10月9日，2路自泉州汽车站经由泉秀街、刺桐南路、宝洲街至丰泽客运站始发终到[6][7]
- 2003年8月11日，因丰泽客运站迁建。2路自该日起取消途径丰泽客运站、刺桐南路、泉秀街，并缩线至新车站始发终到。运营时间调整为6:00-21:12[8]
- 2004年4月28日，2路再次自泉州汽车站经由泉秀街、刺桐南路、宝洲街至丰泽客运站始发终到[9][10]
- 2004年6月18日，2路闽CY0455号车途径宝洲街丰泽客运站门口时，与一部摩托车发生相撞事故，造成摩托车驾乘人员一死一伤
- 2004年8月1日，2路更换为12部亚星JS6800H型空调柴油客车[11]
- 2006年初，因泉永路拓宽改造，2路取消途径泉永路，改为经由城北路、西贤路至北峰工业区
- 2006年6月15日，2路一部运营车辆的司机在行驶途中，遭遇不明身份的外籍人士掌掴，尽管司机与其进行理论，但后来此事无后续进展，不了了之。[12]
- 2007年3月27日，2路自该日起自丰泽客运站经由坪山路、坪山路、津淮街、云鹿路、通港西街延伸至真武庙始发终到，其它不变。[13]
- 2007年9月1日，自该日起2路白班（6:48-18:18）恢复途径泉永路。而夜班（17:40-21:12）则调整为过泉永路后途径江滨北路至嘉信茂广场始发终到，夜班取消途径北峰工业区站[14]
- 2007年9月11日，因云山公交站启用，2路自该日起取消途径真武庙、通港西街，改为至云山公交站始发终到[15]
- 2007年12月10日，因泉州大桥北桥头实行单向行驶。2路往云山公交站方向改为途径温陵南路、宝洲街、田安南路至泉秀街后原线行驶，而返程则不变[16]
- 2009年8月1日，2路自云山公交站延伸至麦德龙始发终到，取消途径云鹿路南段及宝洲街东段，改为途径坪山路、津淮街东段、云鹿路北段[17]
- 2010年10月，2路接手并更换自21路退下的12部亚星JS6906GHA型空调柴油客车
- 2011年2月19日，因津淮高架桥施工需要，2路取消途径坪山路（客运中心站东门至行政服务中心），改为途径泉秀街、云鹿路北段至麦德龙始发终到[18]
- 2012年6月1日，因津淮街东段沥青铺设完成，2路恢复途径坪山路（客运中心站东门至行政服务中心）、津淮街东段，取消途径泉秀街[19]
- 2012年7月8日，因泉州大桥北桥头取消单向行驶，2路取消途径温陵南路、宝洲街、田安南路，改为双向途径泉秀路行驶[20]
- 2013年9月26日，2路取消途径嘉信茂广场，改为途径江滨北路、北清西路、站前南北大道至福厦高铁泉州站始发终到。同日，2路运营时间变更为麦德龙6:15-21:30，福厦高铁泉州站：7:15-22:35[21]
- 2014年9月16日，2路取消途径西街西教堂至西贤路段，改为双向途径新华北路[22]
- 2014年11月，2路接手并更换自21路退下的12部福达FZ6106UF63型空调柴油客车
- 2015年11月1日，因麦德龙收回商场外的停车场地，2路调整为至院前公交站始发终到，取消途径云鹿路北段、津淮街东段、坪山路行政服务中心站[23]
- 2016年11月28日，二分公司（现更名为东海公司）划拨2路两部福达FZ6106UF63加入30路运营
- 2017年3月17日，因开元寺遗产点周边环境整治需要，2路取消途径西街、新华北路，改为途径中山北路、北门街、城北路至城西路后原线行驶[24]
- 2017年4月，2路接手并增加自39路划拨的2部亚星JS6906GHA
- 2017年5月1日，2路取消途径中山北路、北门街、城北路，恢复途径西街、新华北路。
- 2017年6月30日，2路票价由分段计价¥2.0降为一票制¥1.0[25][26]
- 2017年7月1日，因西街东段将实行分时段交通管制，以及西郊片区拆迁改造的需要。2路取消途径温陵南路、温陵北路、东街、西街、新华北路、城西路、西贤路。改为途径义全街、江滨北路至北清西路原线行驶。[27][28]
- 2017年12月，2路接手并更换自K1路退下的2部福达FZ6106UF3G3，原有2部亚星JS6906GHA退役
- 2018年2月8日，为配合古城提升改造及“电动福建”的需要，2路自该日起，取消途径江滨北路北段。改为途径城西路、西贤路至北清西路后原线行驶[29]
- 2018年2月13日，2路接手并更换自33路、K501路退下的8部、4部福达FZ6890UF3G3型空调柴油客车，并退下12部FZ6106UF63，原有配车数不变
- 2018年5月23日，2路全线更换为自1路退下的12部TEG6820BEV01型空调电动巴士，原有FZ6890UF3G3封存
- 2019年3月，2路与44路互换配车，接手并更换自44路退下的10部金旅XML6855JEVW0C型空调电动巴士，原配车调入44路。并增加自K306路退下的2部XML6855JEVW0C
- 2022年3月16日，因疫情防控暂停中心市区范围内所有公交线路运营，2路自当日首班起暂停运营至4月15日。[30]
- 2022年4月16日，2路恢复运营。临时取消停靠丰泽区行政服务中心、客运中心站东门、刺桐路口、浦西路口、丰泽实小潘山校区、潘山市场、黄龙大桥头等站点，运营时间临时调整为双向7:30-18:00。[31]
- 2022年4月18日，2路恢复停靠丰泽区行政服务中心、客运中心站东门、刺桐路口、浦西路口、丰泽实小潘山校区、潘山市场、黄龙大桥等站，运营时间恢复为院前公交站6:15-21:30、福厦铁路泉州站7:15-22:35[32]
- 2024年11月1日，因优化调整，自该日起2路更名为旅游2路，并更换为5部大金龙XMQ6870AGBEVL型空调电动巴士，其它不变。[33]
- 2025年8月19日，因黄龙北大道西华大街路口下穿隧道施工，旅游2路自该日起双向临时取消途径霞美站。[34]

## 站点
| 路线 | 路线 | 路线 | 所在地区、街道 | 所在地区、街道             | 站点名             | 备注                      |
| ---- | ---- | ---- | -------------- | -------------------------- | ------------------ | ------------------------- |
|      |      |      | 丰泽区         | 妙灵街                     | 院前公交站         | 起讫站                    |
|      |      |      | 丰泽区         | 坪山路                     | 妙云街口           | ↓ 原名 丰泽区行政服务中心 |
|      |      |      | 丰泽区         | 坪山路                     | 客运中心站东门     |                           |
|      |      |      | 丰泽区         | 坪山路                     | 坪山路南段         |                           |
|      |      |      | 丰泽区         | 坪山路                     | 宝洲街口           | 原名 丰泽客运站           |
|      |      |      | 丰泽区         | 宝洲街                     | 雅园路口           | 原名 行政执法局           |
|      |      |      | 丰泽区         | 刺桐南路                   | 丰泽交警大队（↓）  | 正骨医院（↑）             |
|      |      |      | 丰泽区         | 刺桐南路                   | 刺桐南路中段（↓）  | 泉州电信公司（↑）         |
|      |      |      | 丰泽区         | 泉秀街                     | 刺桐路口           |                           |
|      |      |      | 丰泽区         | 泉秀街                     | 浦西路口           | 原名 海峡银行             |
|      |      |      | 丰泽区         | 泉秀街                     | 泉秀街西段         | 原名 泉州汽车站北门       |
|      |      |      | 鲤城区         | 义全街                     | 幸福街口           | 原名 联运车站             |
|      |      |      | 鲤城区         | 义全街                     | 鲤城公安分局       |                           |
|      |      |      | 鲤城区         | 义全街                     | 义全街西段         |                           |
|      |      |      | 鲤城区         | 江滨北路                   | 金山水闸           |                           |
|      |      |      | 鲤城区         | 江滨北路                   | 新华旱闸           |                           |
|      |      |      | 鲤城区         | 江滨北路                   | 金洲旱闸           |                           |
|      |      |      | 鲤城区         | 江滨北路                   | 金洲寺             |                           |
|      |      |      | 鲤城区         | 江滨北路                   | 临漳水闸           |                           |
|      |      |      | 鲤城区         | 城西路                     | 龙头山             |                           |
|      |      |      | 鲤城区         | 城西路                     | 孟衙巷口           |                           |
|      |      |      | 丰泽区         | 西贤路 原 泉永路           | 西郊               |                           |
|      |      |      | 丰泽区         | 西贤路 原 泉永路           | 段湖村             | 原名 西苑                 |
|      |      |      | 丰泽区         | 西贤路 原 泉永路           | 送客亭             |                           |
|      |      |      | 丰泽区         | 西贤路 原 泉永路           | 溪墘村口           |                           |
|      |      |      | 丰泽区         | 北清西路                   | 北清西路           | 原名 森利发               |
|      |      |      | 丰泽区         | 北清西路                   | 丰泽实小潘山校区   | 原名 糖厂                 |
|      |      |      | 丰泽区         | 北清西路                   | 招贤社区           | 原名 潘山市场             |
|      |      |      | 丰泽区         | 黄龙北大道 原 站前南北大道 | 黄龙大桥头         |                           |
|      |      |      | 丰泽区         | 黄龙北大道 原 站前南北大道 | 曾坑               |                           |
|      |      |      | 丰泽区         | 黄龙北大道 原 站前南北大道 | 数字经济产业园西门 | ↑ 原名 泉州软件园西门     |
|      |      |      | 丰泽区         | 霞山路                     | 数字经济产业园     | ↓ 原名 泉州软件园         |
|      |      |      | 丰泽区         | 联丰大街 原 站前东西大道   | 福厦铁路泉州站     | 起讫站                    |

## 票价
旅游2路计价方式为一票制，票价¥1.0。
- 泉通卡普通卡9折，月票卡、敬老卡、爱心卡优惠有效
- 可使用泉城通APP及支付宝、云闪付、微信乘车码支付

## 配车
旅游2路配车数总计5部，其中：
- 大金龙XMQ6870AGBEVL 5部

- 亚星JS6800H
（2004.8 -2010.10 ）
- 亚星JS6906GHA
（2010.10 - 2014.11/2017.4 - 2017.12）
- 福达FZ6106UF63
（2014.11 - 2018.2）
- 福达FZ6890UF3G3
（2018.2 - 2018.5）
- 中车时代TEG6820BEV01
（2018.5 - 2019.3 / 2022.9 - 2024.10）
- 金旅XML6855JEVW0C
（2019.3 - 2022.8）
- 大金龙XMQ6870AGBEVL
（2024.11 - ）

## 相关
- 泉州公交线路列表